# Hear My Cry
Hear My Cry è il primo album in studio della cantante britannica Sonique, pubblicato il 15 febbraio 2000 dalla Universal Music Group.

## Tracce
1. It Feels So Good – 3:58 (Sonia Clarke, Linus Burdick, Simon Belofsky, Graeme Pleeth)
2. I Put a Spell on You – 3:31 (Jalacy Hawkins)
3. Are You Ready – 4:32 (Sonia Clarke, Johnny Turnbull, Fritz Catlin, Sketch Martin)
4. Cold And Lonely – 4:43 (Sonia Clarke, Simon Belofsky, John Kettle)
5. Drama – 4:41 (Eric Williams, Teddy Riley, Wesley Hogges, Andrea Hicks)
6. Move Closer – 4:45 (Sonia Clarke, Ric Salmon, Robin Barter)
7. Can't Get Enough – 4:30 (Sonia Clarke)
8. Hear My Cry – 5:19 (Sonia Clarke)
9. Empty (Hideaway) – 3:42 (Lukas Burton, Amanda Goseine, Kent Brainerd)
10. Love Is On Our Side – 3:24 (Marshall Jefferson, Martin Glover)
11. Sky – 4:27 (Sonia Clarke, Rick Nowels)
12. Learn To Forget – 3:40 (Graeme Dickson)
13. It Feels So Good (Pulse - The Heartbeat of Progressive Trance Variou s - Mixed by D-Love - Serious Remix) – 6:55 (Sonia Clarke, Linus Burdick, Simon Belofsky, Graeme Pleeth)
14. Sky (Sonique Remix) – 6:18 (Sonia Clarke, Rick Nowels)
15. Sky (DJ Eroc Remix) – 8:41 (Sonia Clarke, Rick Nowels)

## Classifiche

### Classifiche settimanali
| Classifica (2000) | Posizione massima |
| ----------------- | ----------------- |
| Austria           | 9                 |
| Finlandia         | 11                |
| Francia           | 120               |
| Germania          | 17                |
| Irlanda           | 45                |
| Italia            | 30                |
| Norvegia          | 12                |
| Nuova Zelanda     | 20                |
| Paesi Bassi       | 70                |
| Regno Unito       | 6                 |
| Stati Uniti       | 67                |
| Svezia            | 10                |
| Svizzera          | 11                |

### Classifiche di fine anno
| Classifica (2000) | Posizione |
| ----------------- | --------- |
| Germania          | 88        |
| Regno Unito       | 42        |
| Svizzera          | 75        |